# 連續相位調變
連續相位調變（英語：Continuous phase modulation，縮寫：CPM）是一種以連續相位調製的相位偏移調變，具有高效的頻譜效率以及恆定包絡波形，使得發射的載波功率是恆定的，然而實現最佳接受器需要極高的複雜度。

## 相位記憶
CPM的調製以及解調是極其複雜的，因為每個信號的初始相位都是由先前傳輸信號累積相位決定的，這稱為相位記憶。因此，如果不考慮整個傳輸信號序列，接收器無法對任何孤立信號做出解調。這需要一個最大似然序列估計器，它是使用維特比算法實現的。

## 相位軌跡
最小頻移鍵控 (MSK) 是一種CPM，具有1/2的額外帶寬和線性相位軌跡。儘管該線性相位軌跡是連續的，但它並不平滑，因為相位的導數不連續。通過使用平滑的相位軌跡，可以進一步提高 CPM 的頻譜效率。這通常通過在調製之前對相位軌跡進行濾波來實現，通常使用升餘弦或高斯濾波器。升餘弦濾波器的零交叉偏移正好是一個信號時間，因此它可以產生一個全響應的CPM 波形，防止符號間干擾 (ISI)。

## 連續相位頻移鍵控
{\displaystyle s(t)=A_{c}\cos \left(2\pi f_{c}t+D_{f}\int _{-\infty }^{t}m(\alpha )d\alpha \right)\,}